# Жълтостранна дупкова жаба
Жълтостранните дупкови жаби (Heleioporus barycragus) са вид земноводни от семейство Limnodynastidae.
Срещат се в ограничена област в югозападната част на Австралия.
Таксонът е описан за пръв път от австралийския зоолог Антъни Кингстън Лий през 1967 година.